# Betoniyö
Betoniyö é um filme de drama finlandês de 2013 dirigido e escrito por Pirjo Honkasalo. Foi selecionado como representante da Finlândia à edição do Oscar 2014, organizada pela Academia de Artes e Ciências Cinematográficas.